# Islas Isabel
Las islas Isabel son dos pequeñas islas costeras de origen rocoso del mar Argentino que se encuentran ubicada aproximadamente a unos 1,5 km de la playa norte de bahía Bustamante, en la provincia argentina del Chubut, más precisamente en el Departamento Florentino Ameghino. Se hallan en la bahía Bustamante, a 4 kilómetros al norte de la península Gravina. Las dimensiones de las dos islas es de 200 metros de largo máximo, siendo ambas de forma alargada. La isla norte se encuentra en la posición geográfica 45°06′31″S 66°30′19″O / -45.10861, -66.50528, la isla sur se halla a 250 metros al sur.
Se trata de una isla rocosa que presenta restingas en sus costas. Existen colonias de nidificación de gaviotín pico amarillo (Thalasseus sandvicensis eurygnatha), gaviotín real (Thalasseus maximus), gaviota cocinera (Larus dominicanus), cormorán imperial (Phalacrocorax atriceps), y cormorán de cuello negro (Phalacrocorax magellanicus). A su vez, a comienzos de la década de 1990 se han registrado dos individuos de lobo marino de un pelo (Otaria flavescens).
En 2008 se creó el Parque Interjurisdiccional Marino Costero Patagonia Austral, el cual incluye a las islas Isabel.